# Коан
Коа́н (ко:ан, японская калька кит. 公案, гунъань) — короткое повествование, вопрос, диалог, обычно не имеющие логической подоплёки, зачастую содержащие алогизмы и парадоксы, доступные скорее интуитивному пониманию.
Коан — явление, специфическое для дзэн-буддизма (в особенности, для школы Риндзай). Цель коана — придать определённый психологический импульс ученику для возможности достижения просветления или понимания сути учения. Европейским аналогом может служить христианская притча, но коан ни в коем случае не следует переводить или понимать так, поскольку ни мораль, ни религия почти никогда не имеют отношения к сути любого отдельно взятого коана.

## История коанов
Истоки коанов восходят к рассказам о древних учителях чань-буддизма, начиная с Бодхидхармы; обычно в них повествуется о случаях достижения просветления этими людьми.

## Смысл коана

### Действие коана
Попытка понять коан логически неизбежно ведёт к противоречию. Это противоречие играет важную роль в постижении своей истинной природы (природы Будды).
Ученик, получивший коан от мастера, пытается решить коан всеми возможными способами и «подключает» все больше и больше сил для решения логически неразрешимой проблемы. В результате, когда «отключаются» все пять чувств, ученик находится на стадии, которую в йоге именуют дхарана. В этом состоянии коан и ученик остаются один на один (плюс некоторое блуждание ума).
Если ум ученика достаточно «зрелый», то однажды блуждания ума затихают и остаётся лишь коан. В этот момент коан и ученик — целое, ученик испытывает проблеск реальности, известный как просветление или сатори.

### Ценность результата
«Решением коана», «ответом на коан» является переживание сатори, одной из первичных и сопутствующих целей большинства практик дзэн-буддизма (чань).
Ценность сатори, как результата, определяется тремя основными факторами:
- Во-первых, согласно положениям дзэн-буддизма — переживание сатори меняет психику практикующего таким образом, что ему становятся непосредственно доступны (либо более понятны интуитивно) медитативные состояния, путь к достижению которых без такого переживания, используя традиционные буддийские практики (как, например, постепенное накопление заслуг) может быть очень долгим. Тогда как, даже единственное, кратковременное сатори может послужить мгновенным импульсом напрямую к стабильному самадхи («ежесекундный дзэн», нирвана), которое является конечной целью практик любой разновидности буддизма.
- Во-вторых, даже если, вследствие данного конкретного переживания сатори, практикующий не достиг полного и окончательного просветления, всё же каждое из таких переживаний увеличивает его вероятность, поскольку сатори есть мгновение самадхи и накапливается как любой опыт. Таким образом человек становится все более предрасположен к познанию медитативных состояний.
- Кроме того, в-третьих, этот опыт является чем-то вроде путеводного знака и награды: знака о том, что практикующий все делает верно, и награды, поскольку за мгновением просветления следует эйфория, как закономерное срабатывание т. н. «системы поощрения», что усиливает его (опыта) ценность для психики практикующего. Именно поэтому решение даже одного единственного коана может кардинально изменить личность.

В этих свойствах наблюдается некоторое сходство с переживанием катарсиса.
Вследствие сопутствующей эйфории, всегда есть опасность заблуждения и превращения практики дзэн в «добывание» ложного сатори, то есть сатори — ради-эйфории, от чего многие мастера предостерегали своих учеников. Так что распространённый стереотип «сатори есть цель практики дзэн» неверен, хотя сатори действительно является атрибутивным признаком (визитной карточкой) этого учения.

### Завершающая фраза
Если мастер доволен тем, как ученик решил коан, далее он может поручить ученику подобрать к нему «завершающую фразу» (дзякуго) — цитату из светской или духовной литературы, соответствующую смыслу коана.

## Примеры коанов

### Хлопок одной ладони
«Ты можешь услышать хлопок двух ладоней, когда они ударяются друг о друга, — сказал Мокурай. — Теперь покажи мне хлопок одной ладони».
Тоё поклонился и пошёл в свою комнату, чтобы рассмотреть эту проблему.
Из окна он услышал музыку гейш. «Ах, я понял!» — воскликнул он.
На следующий вечер, когда учитель попросил его показать хлопок одной ладони, Тоё начал играть музыку гейш.
«Нет, нет, — сказал Мокурай, — это никак не подойдёт. Это не хлопок одной ладони. Ты совсем не понял его».
Думая, что музыка будет мешать, Тоё ушёл в более спокойное место. Он снова погрузился в медитацию. «Чем же может быть хлопок одной ладони?» Он услышал, как капает вода.
«Я понял», — подумал Тоё.
Оказавшись перед учителем в следующий раз, Тоё начал капать водой.
«Что это? — спросил Мокурай. — Это звук капающей воды, но не хлопок ладони. Попробуй ещё раз».
Напрасно Тоё медитировал, чтобы услышать хлопок одной ладони. Он услышал шум ветра, но и этот звук был отвергнут. Он услышал крик совы, но и этот звук был отвергнут.
Более чем десять раз приходил Тоё к Мокураю с различными звуками, всё было неправильно.
Почти год обдумывал он, что же может быть хлопком одной ладони. Наконец, маленький Тоё достиг подлинной медитации и перешёл пределы звуков. «Я больше не мог собирать их, — объяснил он позже, — поэтому я достиг беззвучного звука».
Тоё уразумел хлопок одной ладони.

## Сборники коанов
Ещё в Средние века коаны были собраны в целый ряд сборников, таких как написанный в Китае в 1246 г. «Умэньгуан» (кит. — «Бездверная дверь» или «Застава без ворот», яп. «Мумонкан») или «Железная флейта» (собрание издано в Японии в восемнадцатом веке, неоднократно переводилось в двадцатом веке на европейские языки, в том числе и на русский). «Записи бесед и речений Линьцзи» (865 г.) (кит. «Линьцзи лу», яп. «Риндзай гороку») также можно рассматривать как сборник коанов.